# Ридел, Эдуарду
Эдуарду Корреа Ридел (порт. Eduardo Corrêa Riedel; род. 5 июля 1969, Рио-де-Жанейро) — является нынешним губернатором Мату-Гросу-ду-Сул с 1 января 2023 г., член Бразильской социал-демократической партии. Уже занимал должность государственного секретаря по инфраструктуре Мату-Гросу-ду-Сул с 22 февраля 2022 г. по 1 января 2023 г.
В 2022 году баллотировался на выборах штата Мату-Гросу-ду-Сул на пост губернатора, а Барбозинья — на пост вице-губернатора. На 2 октября 2022 года набрал 361 981 голос (25,16 %) и вышел во второй тур вместе с кандидатом Ренаном Контаром .
В 2015 году Ридель ушёл в отставку с поста президента-директора Фамасула (2012—2014 гг.), заняв пост главы Государственного секретариата по делам правительства и стратегического управления Мату-Гросу-ду-Сул в правительстве Рейнальдо Азамбуджа, должность, на которой он осталось до 2021 года.